# 九牧镇
九牧镇，是中华人民共和国福建省南平市浦城县下辖的一个乡镇级行政单位。

## 行政区划
九牧镇下辖以下地区：
九牧村、蒋坑村、渭潭村、中垄村、中墩村、吴墩村、杉坊村、富源村、黄毕村、洋墩村和黎处村。